# テイシン警備
テイシン警備株式会社（テイシンけいび）は、埼玉県さいたま市南区に本社を置く警備会社である。

## 概要
旧称は帝心警備保障である。浦和市時代の1979年（昭和54年）2月14日に前代表取締役の和田章が設立し、2005年（平成17年）に現社名に改称した。
常駐警備の他にも交通誘導や身辺警備、イベント警備（箱根駅伝等）の業務も行っている。

## 沿革
- 1979年（昭和54年）2月14日 - 浦和市に帝心警備保障株式会社を設立。
- 1982年（昭和57年）11月 - 東京本部開設。
- 2005年（平成17年）6月1日 - テイシン警備株式会社に社名変更。

## 事業所所在地
- 本社 - 埼玉県さいたま市南区南本町1-3-13
- 東京本部・統括本部 - 東京都高田馬場1-32-14

### 支社
東京都
- 足立支社 - 東京都足立区千住2-3
- 練馬支社 - 東京都練馬区石神井町3-25-21
- 世田谷支社 - 東京都世田谷区三軒茶屋2-2-16
- 品川支社 - 東京都品川区西五反田1-11-6
- 杉並支社 - 東京都杉並区高円寺北2-20-7
- 北支社 - 東京都北区滝野川2-5-15
- 国分寺支社 - 東京都国分寺市本町4-3-16
- 吉祥寺支社 - 東京都武蔵野市御殿山1-6-8

埼玉県
- 川越支社 - 埼玉県川越市新富町1-12-2

千葉県
- 船橋支社 - 千葉県船橋市本町7-5-14
- 木更津支社 - 千葉県木更津市富士見1-6-2 IDビル1F

神奈川県
- 横浜支社 - 神奈川県横浜市西区北幸2-13-4
- 川崎支社 - 神奈川県川崎市川崎区東田町11-22
- 相模支社 - 神奈川県相模原市南区相模大野7-14-9